# Percnia cordiforma
Percnia cordiforma är en fjärilsart som beskrevs av Inoue 1978. Percnia cordiforma ingår i släktet Percnia och familjen mätare. Inga underarter finns listade i Catalogue of Life.